# Chaumont (Haute-Savoie)
Chaumont [ʃomɔ̃] ist eine französische Gemeinde im Département Haute-Savoie in der Region Auvergne-Rhône-Alpes.

## Geographie
Chaumont liegt auf 606 m, oberhalb von Frangy, etwa 20 Kilometer nordwestlich der Stadt Annecy (Luftlinie). Das Dorf erstreckt sich auf einem Geländevorsprung auf der Südabdachung der Montagne de Vuache, über der Talenge von Le Malpas und hoch über dem Tal der Usses, im Genevois.
Die Fläche des 12,38 km² großen Gemeindegebiets umfasst einen Abschnitt des Genevois. Landschaftsbestimmendes Merkmal des Gebietes von Chaumont ist der schmale, bewaldete und teilweise von Felsen bekränzte Kamm der Montagne de Vuache (auch Montagne de Chaumont genannt), der in Richtung Nordnordwest-Südsüdost orientiert ist. Die Krete senkt sich gegen Süden rasch ab und ist durch die schluchtartige Talenge von Le Malpas vom südlich anschließenden Mont getrennt. Die Schlucht wird vom Fornant, einem rechten Seitenbach des Usses, durchflossen. Östlich des Kammes und der Schlucht reicht das Gemeindeareal in die breite Talmulde des Fornant. Der weit nach Nordwesten ausgreifende Gemeindeteil umfasst den steilen Westhang des Vuache und das vorgelagerte Hochplateau. Mit 1101 m wird auf der Montagne de Vuache die höchste Erhebung von Chaumont erreicht.
Zu Chaumont gehören neben dem eigentlichen Ortskern auch verschiedene Weilersiedlungen und Gehöfte, darunter: 
- Le Malpas (470 m) oberhalb der Schlucht des Fornant zwischen Vuache und Mont
- Saint-Jean (483 m) am Südhang des Vuache unterhalb des Dorfes
- Chaumontet (640 m) am Südhang des Vuache
- Vovray (750 m) am Südhang des Vuache

Nachbargemeinden von Chaumont sind Savigny im Norden, Minzier und Contamine-Sarzin im Osten, Musièges und Frangy im Süden sowie Chessenaz und Clarafond-Arcine im Westen.

## Geschichte
Chaumont war ab dem 12. Jahrhundert Mittelpunkt einer Kastlanei der Grafen von Genf. Im 14. Jahrhundert erhielt der Flecken gewisse Freiheitsrechte. Die Festungsmauern des Schlosses wurde im Jahr 1630 geschleift. Von 1860 bis 2015 hehörte Chaumont zum Wahlkreis (Kanton) Frangy.

## Bevölkerung
| Jahr                       | 1962 | 1968 | 1975 | 1982 | 1990 | 1999 | 2006 | 2013 | 2020 |
| -------------------------- | ---- | ---- | ---- | ---- | ---- | ---- | ---- | ---- | ---- |
| Einwohner                  | 255  | 228  | 190  | 223  | 325  | 383  | 420  | 432  | 513  |
| Quellen: Cassini und INSEE |      |      |      |      |      |      |      |      |      |

Mit 541 Einwohnern (Stand 1. Januar 2022) gehört Chaumont zu den kleinen Gemeinden des Départements Haute-Savoie. Im Verlauf des 19. und 20. Jahrhunderts nahm die Einwohnerzahl aufgrund starker Abwanderung kontinuierlich ab (1861 wurden in Chaumont noch 683 Einwohner gezählt). Seit Mitte der 1970er Jahre wurde jedoch wieder eine deutliche Bevölkerungszunahme verzeichnet.

## Sehenswürdigkeiten
Die mittelalterliche Kirche Sainte-Agathe in Chaumont besitzt einen Chor aus dem 14. Jahrhundert, während das Portal aus dem 15. Jahrhundert stammt. Ein weiteres Gotteshaus befindet sich im Weiler Saint-Jean. Vom ehemaligen Schloss sind Ruinen erhalten. Der Ortskern zeichnet sich durch eine Gruppe von Bürgerhäusern im charakteristischen savoyischen Baustil aus der Zeit des 18. Jahrhunderts aus. Ebenfalls erwähnenswert sind die in der Umgebung von Chaumont gelegenen Herrensitze Château de Thiollaz und Château des Roches.

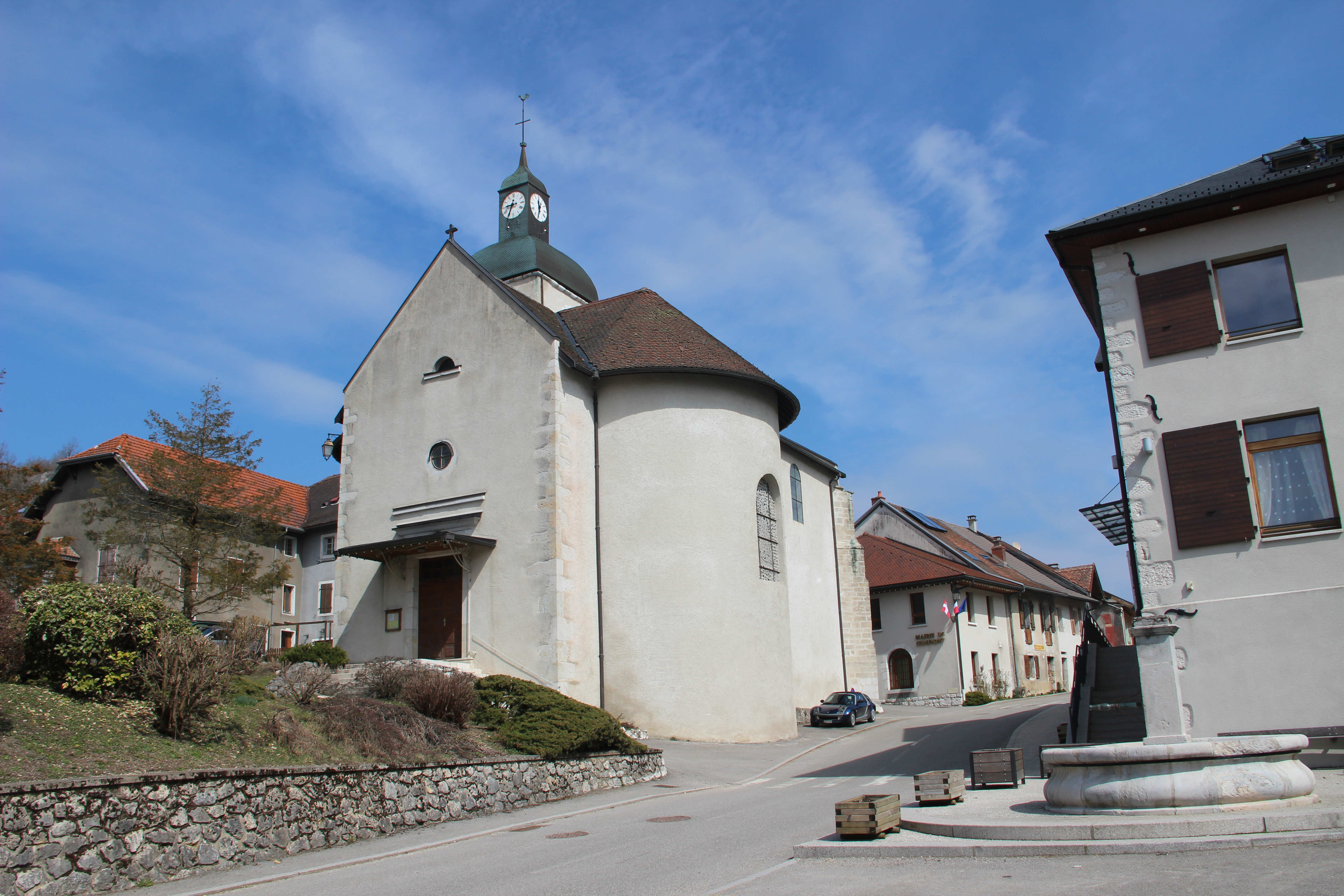
Kirche Sainte-Sgathe
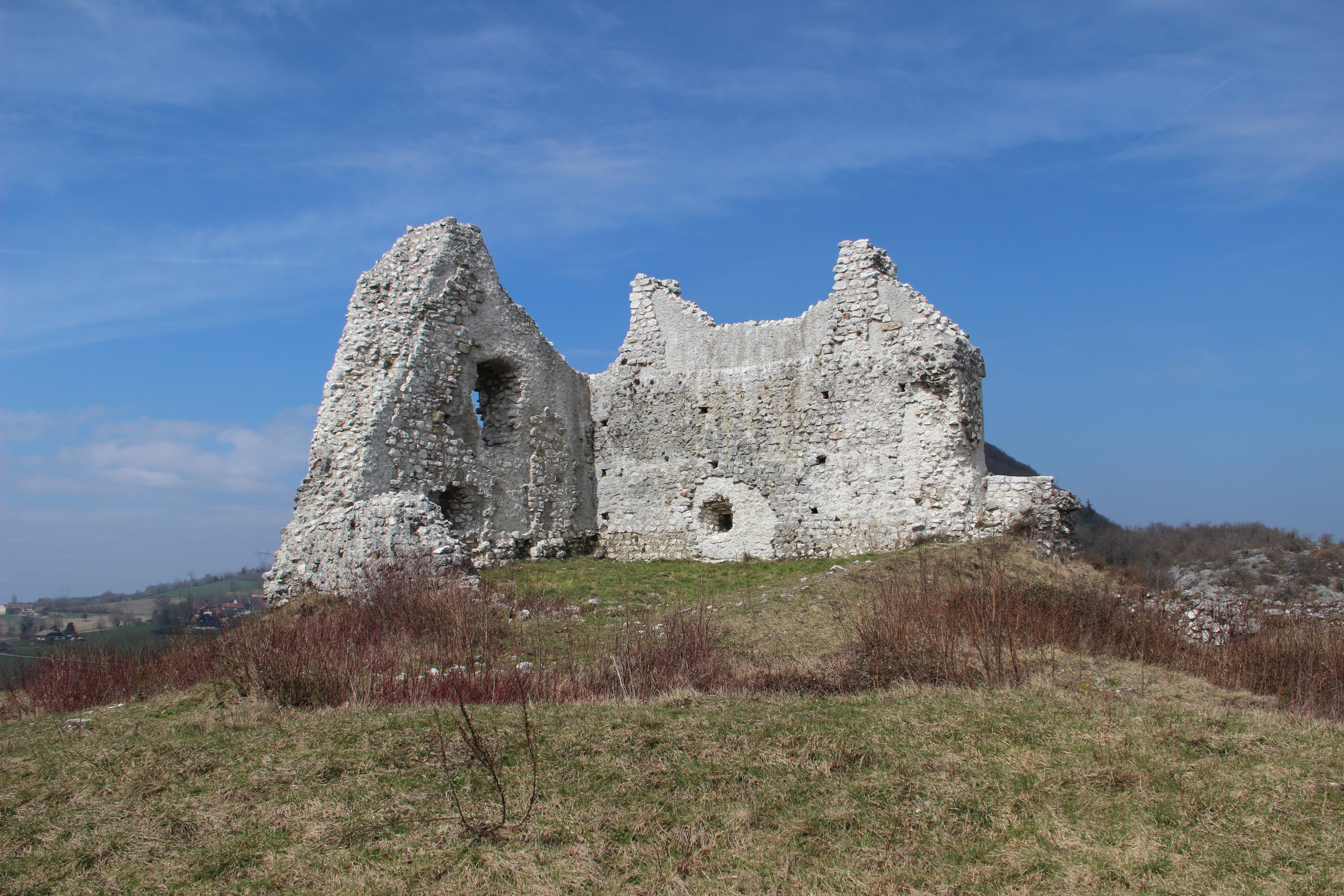
Reste des Schlosses Chaumont

## Wirtschaft und Infrastruktur
Chaumont ist noch heute ein vorwiegend durch die Landwirtschaft geprägtes Dorf. Chaumont liegt in der Weinbauregion Savoie. Weißweine aus der Rebsorte Altesse (lokal Roussette genannt) dürfen unter der geschützten Herkunftsbezeichnung Roussette de Savoie vermarktet werden. Für Weißweine anderer Rebsorten sowie Rotweine gilt die AOC Vin de Savoie.
Daneben gibt es einige Betriebe des lokalen Kleingewerbes. Zahlreiche Erwerbstätige sind Wegpendler, die in den größeren Ortschaften der Umgebung sowie im Raum Annecy und Genf-Annemasse ihrer Arbeit nachgehen.
Die Ortschaft liegt abseits der größeren Durchgangsstraßen, ist aber von der Departementsstraße D992, die von Saint-Julien-en-Genevois nach Frangy führt, leicht erreichbar. Weitere Straßenverbindungen bestehen mit Clarafond-Arcine, Savigny und Musièges. Der nächste Anschluss an die Autoroute A40 befindet sich in einer Entfernung von rund zehn Kilometern.

## Persönlichkeiten
- Pierre-Marie Mermier (1790–1862), katholischer Priester, Gründer der Missionare des hl. Franz von Sales, geboren im Weiler Vovray